# Парижанка (фільм, 1957)
«Парижанка» (фр. Une parisienne) — французька кінокомедія 1957 року режисера Мішеля Буарона. Головні ролі у стрічці виконали Бріжіт Бардо, Шарль Буає та Анрі Відаль. 

## Синопсис
Дочка голови Ради Франції Бріжіт закохана у голову апарату президента Мішеля Леграна, закоренілого неодруженого ловеласа, але він не хоче мати справи з дочкою свого начальника. Після курйозного інциденту, коли батько застав їх обох у готельному номері, Бріжіт змушує його одружитися з нею. Однак після весілля молодий не став розсудливішим, і тоді, щоб помститися, норовлива парижанка заявляє, що зрадить його «з першим, хто ввійде до кімнати». «Пощастило» англійському принцові Чарльзу, який прибув з візитом до Франції. Мішель спочатку не сприймає погрозу серйозно, однак все змінюється, коли Бріжіт із принцом летять до Ніцци…

## У ролях
- Бріжіт Бардо — Бріжіт Лор'є
- Шарль Буає — Принц Чарльз
- Анрі Відаль — Мішель Легран
- Мадлен Лебо — Моніка Вільсон
- Ноель Роквер — доктор д'Ерблє
- Фернан Сарду[fr] — Фернан
- Клер Мор'є — Кароліна Д'Ербле
- Надя Ґрей[fr] — королева Грета
- Робер Пізані[fr] — Олександр, посол
- Ґі Трежан[fr] — полковник Морін
- Жюдіт Маґр[fr] — Ірма